# 大野寛
大野 寛（おおの ひろし、1883年3月31日 - 1956年10月6日）は、日本の海軍軍人。最終階級は海軍中将。旧姓、磯村。

## 経歴
愛知県出身。1904年（明治37年）11月、海軍兵学校（32期）を卒業し少尉候補生となり、日露戦争に「韓崎丸」乗組として出征、さらに「対馬」乗組となり日本海海戦に参加した。1905年（明治38年）8月、海軍少尉任官。海軍大学校乙種学生、海軍砲術学校高等科で学んだ。1911年（明治44年）5月、「常磐」分隊長に就任し、以後、「阿蘇」「伊吹」「筑波」「比叡」の各分隊長、横須賀鎮守府副官兼参謀などを歴任。1915年（大正4年）12月、海軍少佐に昇進し砲術学校教官となった。
1917年（大正6年）12月、第2水雷戦隊参謀となり、横須賀鎮守府参謀、「長門」砲術長兼艤装員を務め、1920年（大正9年）12月、海軍中佐に進級。1921年（大正10年）11月、「球磨」副長に転じ、横須賀鎮守府付、「山城」副長兼砲術学校教官を経て、「室戸」特務艦長に就任。1924年（大正13年）12月、海軍大佐に昇進し砲術学校教頭となる。
1926年（大正15年）10月、横須賀鎮守府付に発令され、「球磨」「比叡」「日向」艦長を歴任。1929年（昭和4年）11月、海軍少将に進級し砲術学校長に就任した。1931年（昭和6年）12月、第1潜水戦隊司令官に転じ、大湊要港部司令官、第1戦隊司令官を経て、1934年（昭和9年）11月、海軍中将に進み馬公要港部司令官となった。1935年（昭和10年）11月、軍令部出仕、1936年（昭和11年）3月、待命そして予備役に編入となった。

## 栄典
位階
- 1905年（明治38年）10月4日 - 正八位[1]
- 1907年（明治40年）11月30日 - 従七位[2]
- 1909年（明治42年）12月20日 - 正七位[3]
- 1915年（大正4年）1月30日 - 従六位[4]
- 1930年（昭和5年）1月16日 - 正五位[5]
- 1934年（昭和9年）12月1日 - 従四位[6]
- 1936年（昭和11年）4月18日 - 正四位[7]

勲章等
- 1912年（明治45年）5月24日 - 勲五等瑞宝章[8]